# Sweetognathidae
Famille
Sweetognathidae est une famille éteinte de conodontes de l'ordre des ozarkodinides.

## Genres
- †Meiognathus Shen et al., 2012
- †Sweetognathus Clark, 1972